# Lejasciems
Lejasciems (anciennement en allemand : Aahof) est un village dans la région de Vidzeme en Lettonie. Il est situé à l'endroit de confluence de Tirza et Gauja. Avec le village voisin Sinole et d'autres communes plus petites il fait partie du Lejasciema pagasts dont il est le centre administratif.

## Historique
Le village a été bâti sur le domaine Lejasmuiža en 1867. Il a acquis le statut de bourgade en 1873, puis, le statut de ville en 1928. Dix ans plus tard, fut élaboré le blason de Lejasciems qui symbolise le fleuve Gauja en bleu avec les champs autour en jaune. En son temps, c'était un important centre de commerce, mais après la construction de la ligne de chemin de fer Pļaviņas—Gulbene-Valka toutes les activités se sont concentrées autour de cette nouvelle artère et la ville a connu une dépression. En 1935, Lejasciems ne comptait plus que 466 habitants et, en 1939, son statut de ville lui a été retiré.
C'est le lieu de naissance de l'écrivaine Anna Sakse, homme politique Roberts Eidemanis, essayiste et philologue Zenta Mauriņa, l'archevêque de Riga Zbigņevs Stankevičs.